# Łożnica Wąskotorowa
Łożnica Wąskotorowa – zlikwidowana stacja gryfickiej kolei wąskotorowej w Łoźnicy, w województwie zachodniopomorskim, w Polsce. Stacja została zamknięta 1 września 1996 roku.